# Nieuwe Vaart (Amsterdam)

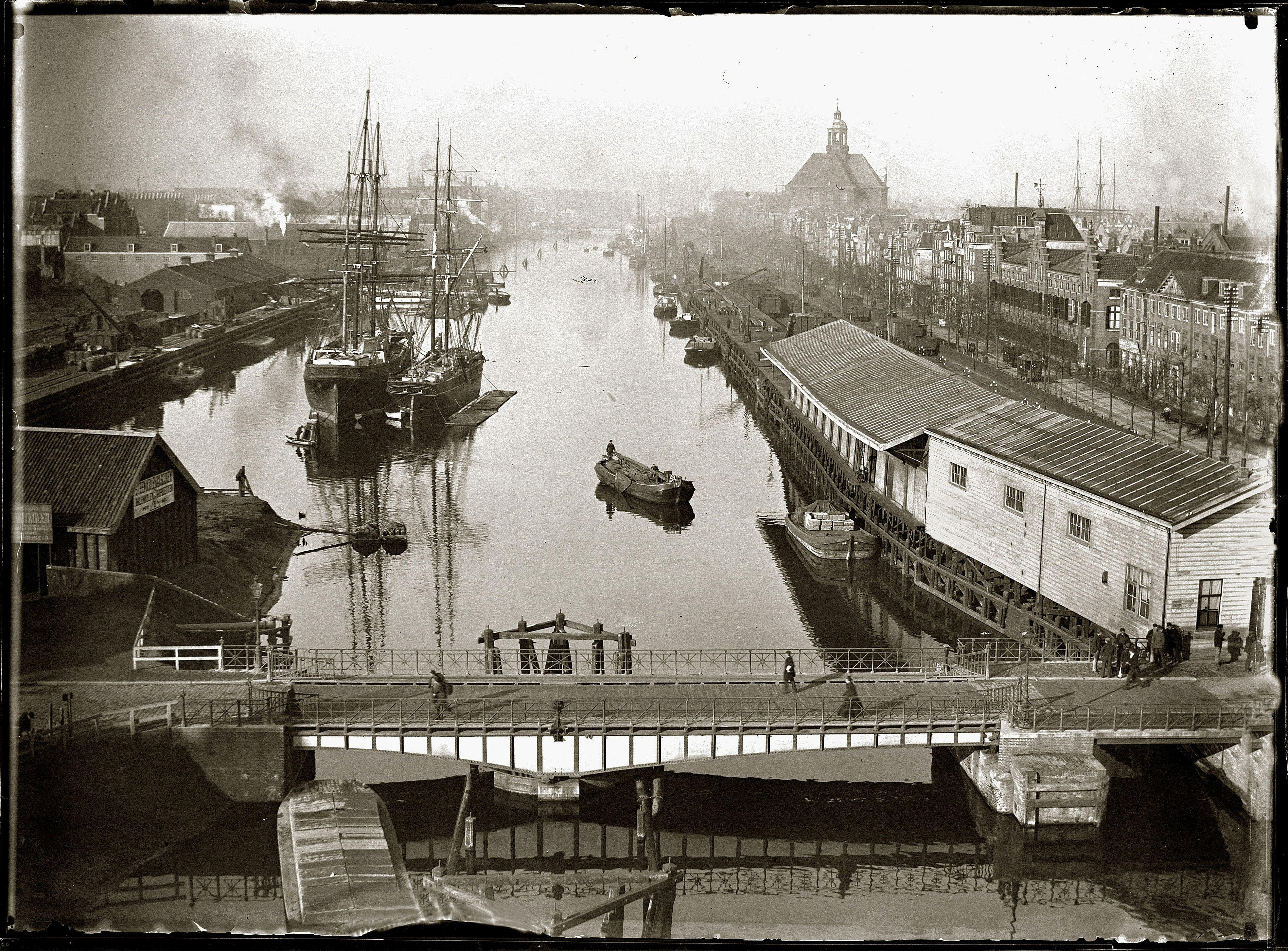
De Nieuwe Vaart gezien in noordwestelijke richting, met de Dageraadsbrug op de voorgrond en rechts het emplacement Oostenburgergracht en de Oosterkerk - foto van Jacob Olie, nov. 1896.

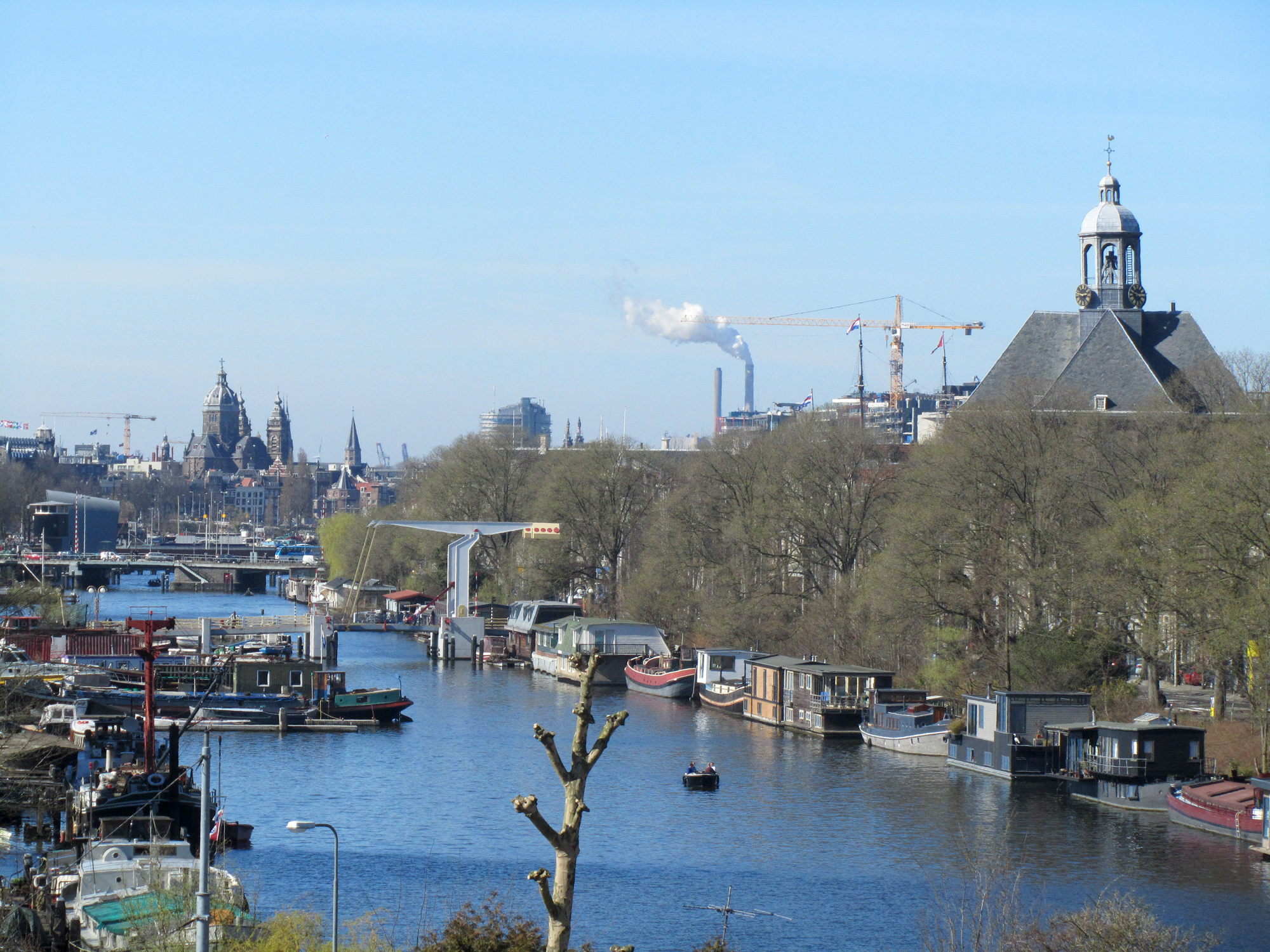
De Nieuwe Vaart, gezien in noordwestelijke richting. Rechts, de Oosterkerk. De brug in het midden is de Pelikaanbrug. Op de achtergrond is ook de Kattenburgerbrug te zien. Een paar kilometer verderop bevindt zich de R.K. St. Nicolaaskerk uit 1887, met haar kenmerkende koepel

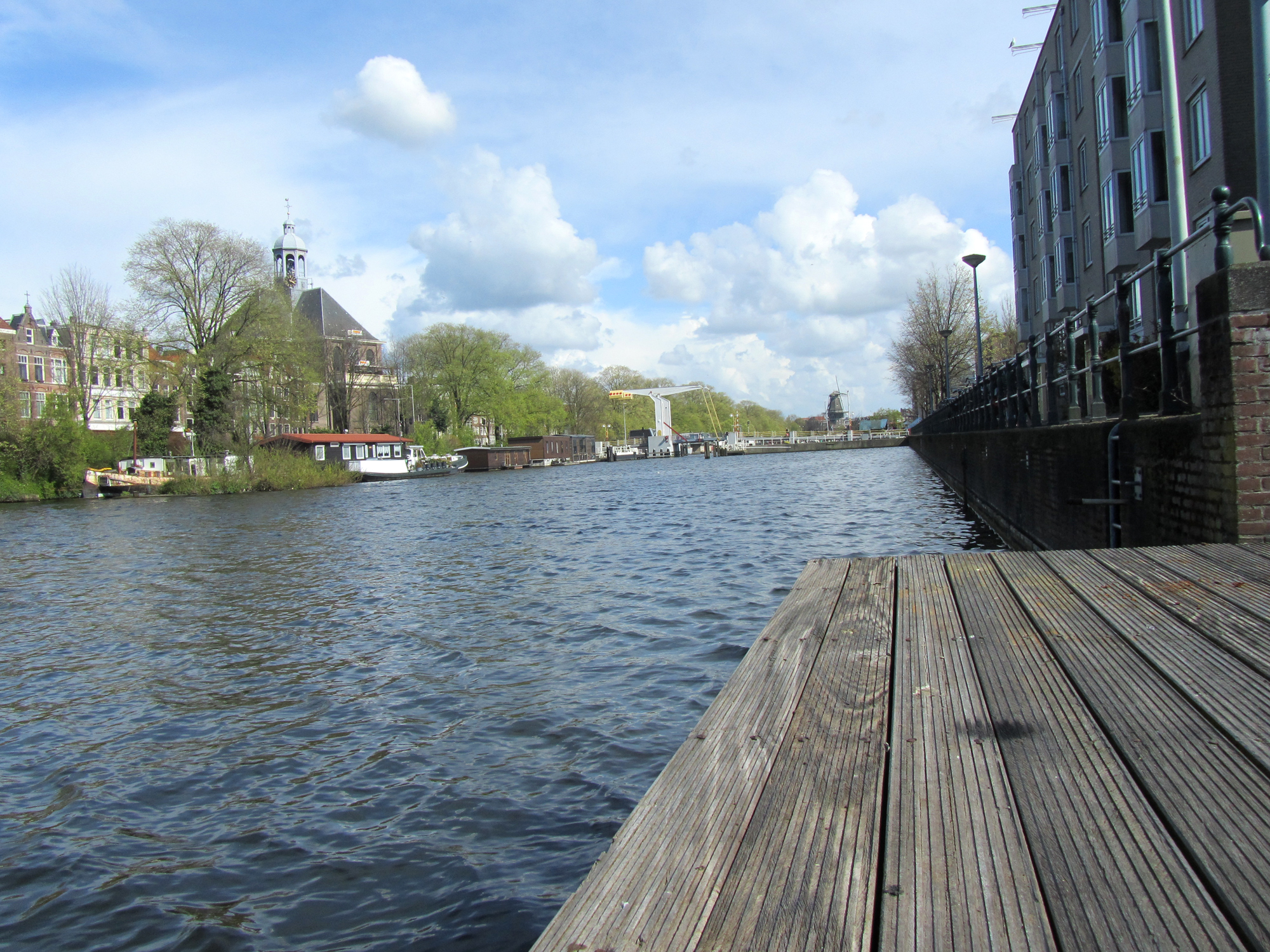
Nieuwe Vaart, gezien in zuidoostelijke richting. Links, de Oosterkerk. In de verte is molen De Gooyer te zien

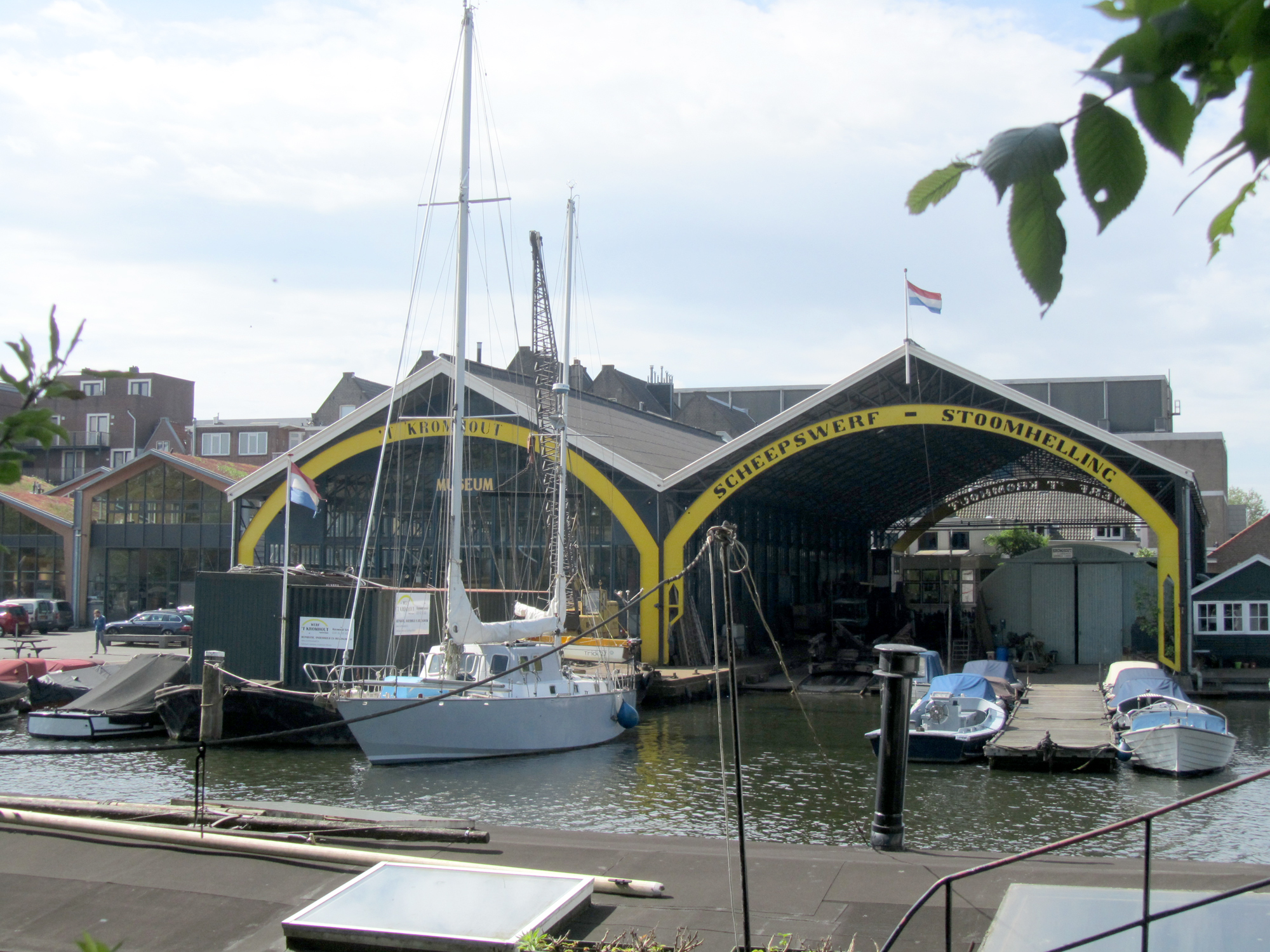
Werfmuseum 't Kromhout

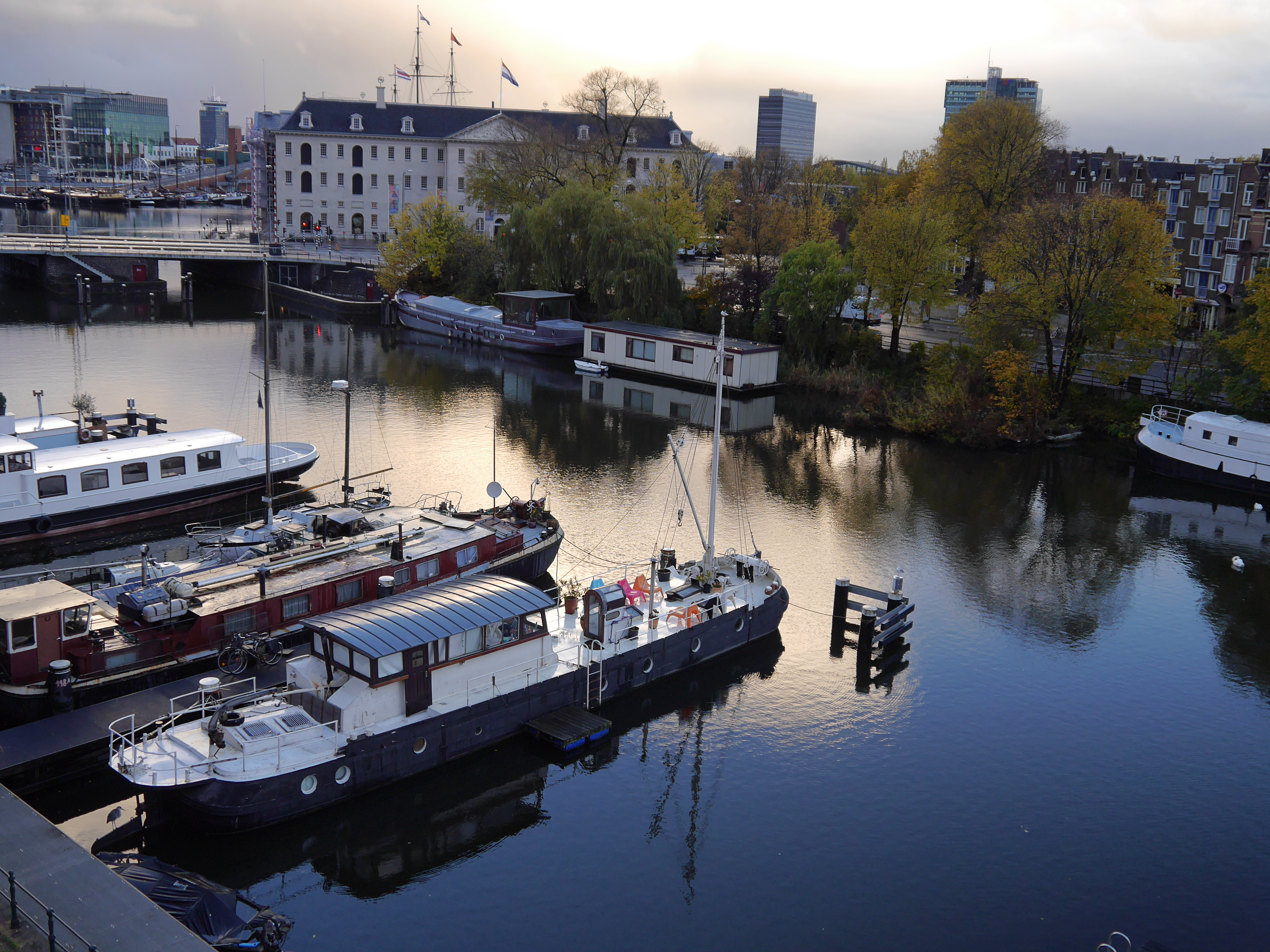
Uitzicht over het eerste (westelijke) deel van de Nieuwe Vaart, met links de Kattenburgerbrug

De Nieuwe Vaart of Nieuwevaart is een 17e-eeuws kanaal in Amsterdam dat vanaf het Oosterdok naar Amsterdam-Oost loopt.
Scheepswerf 't Kromhout is aan de Nieuwe Vaart gevestigd. De westkap wordt nog steeds gebruikt als scheepswerf, de oosthal is sinds 1975 ingericht als museum. Ook de Oosterkerk staat nabij de Nieuwe Vaart.

## Locatie
Vanaf het Kattenburgerplein, naast het Scheepvaartmuseum, loopt de Nieuwe Vaart in zuidoostelijke richting tussen de Oostelijke Eilanden aan de noordkant en de Kadijken aan de zuidkant. De Oostelijke Eilanden worden door het kanaal van de stad gescheiden en zijn alleen via bruggen over de vaart bereikbaar. Bij de Dageraadsbrug sluit de Nieuwe Vaart aan bij de Singelgracht en loopt verder in oostelijke richting langs de Cruquiskade en het Zeeburgerpad, tot aan de Zeeburgersluis. Dit oostelijk deel van de Nieuwe Vaart loopt parallel aan het Lozingskanaal en vormt de zuidgrens van het Oostelijk Havengebied.
Aan de noordkant van de Nieuwe Vaart ligt (op de Oostelijke Eilanden), een straat die van noordwest tot zuidoost vier keer van naam verandert: Kattenburgerplein - Kattenburgergracht - Wittenburgergracht - Oostenburgergracht. Vanaf 1952 vormen deze gezamenlijk de "Eilandenboulevard" die in 2019 grondig werd gerenoveerd, waardoor er sindsdien beduidend minder autoverkeer over de weg gaat.
Van 1878 tot omstreeks 1950 lag hier het spoorwegemplacement Oostenburgergracht. Langs het noordelijk deel van de zuidkant loopt een straat die Nieuwe Vaart heet, langs het zuidelijk deel de Kruithuisstraat. Aan Nieuwe Vaart nr. 5-9 is het hoofdkantoor van de gemeentelijke Dienst Infrastructuur Verkeer en Vervoer gevestigd.
Het noordwestelijk einde van de Nieuwe Vaart wordt gemarkeerd door de Kattenburgerbrug, die de Prins Hendrikkade verbindt met het Kattenburgerplein. Halverwege het westelijk deel van het kanaal ligt tegenover de Oosterkerk de Pelikaanbrug. De Dageraadsbrug, deel van een druk verkeersplein, ligt op het punt waar de Nieuwe Vaart aansluit bij de Singelgracht en in oostelijke richting afbuigt. Over het oostelijk deel van de Nieuwe Vaart liggen drie bruggen, waaronder de brug in de Panamalaan. Ook is er een spoorbrug voor de spoorlijn tussen Station Amsterdam Centraal en Station Amsterdam Muiderpoort naar het Oosten van Nederland.

## Geschiedenis
De Nieuwe Vaart ontstond in de 17e eeuw bij de aanleg van het buitendijkse eiland Kattenburg. Het eiland stak zo ver het IJ in dat er problemen met slib ontstonden. Om voor goede doorstroming te zorgen, werd in 1649 een kanaal gegraven, de Nieuwe Vaart.
Oorspronkelijk was er maar één brug over de Nieuwe Vaart naar de Oostelijke Eilanden. Door deze Kattenburgerbrug op te halen konden de bewoners zich afsluiten van de buitenwereld. Dit kwam goed van pas bij het Bijltjesoproer in 1787 van Oranjegezinde scheepstimmerlieden op Kattenburg tegen het patriotsgezinde stadsbestuur.
Ook bij het Aardappeloproer in 1917 speelde de Nieuwe Vaart een rol. Een schuit met aardappelen werd op 30 juni door de Nieuwe Vaart naar het Entrepotdok gestuurd. Een groep vrouwen volgde de schuit en begon met stenen te gooien, waarop ruiters te paard in de lucht begonnen te schieten.
Het westelijk deel van de Nieuwe Vaart was sinds de 17e eeuw in gebruik voor scheepsbouw- en reparatie. Met de komst van stoomschepen in de tweede helft van de 19e eeuw werden er steeds meer havenactiviteiten naartoe verplaatst. De Nieuwe Vaart werd het havenbekken voor alle grote schepen, waardoor de meeste werven plaatsmaakten voor pakhuizen. Met het steeds groter worden van de stoomschepen verplaatsten de havenactiviteiten zich omstreeks 1900 naar het Oostelijk Havengebied. Directe aanleiding waren de stakingen van 1900, 1901 en 1903. Want bij elk arbeidsconflict stond direct half Kattenburg op de werf om verhaal te halen. KNSM-directeur Ernst Heldring schrijft in zijn memoires, dat de verhuizing naar de Levantkade een rustige bedrijfsvoering zeer ten goede kwam. Voor de arbeiders werden de dagelijkse loopafstanden veel groter, en een fiets in het woon-werkverkeer lag nog ver in het verschiet.

## Vanaf 2010
In januari 2011 werd Vereniging de Nieuwe Vaart opgericht. Deze vereniging behartigt de belangen van de bewoners van woonboten in het westelijk deel van de Nieuwe Vaart. De vereniging werd opgericht door woonbootbewoners naar aanleiding van herinrichtingsplannen door stadsdeel Centrum waarbij de meeste ligplaatsen voor woonboten in de Nieuwe Vaart zouden verdwijnen. Het grootste deel van de woonboten is echter daarna gehandhaafd en het talud Eilandenboulevard langs de woonboten werd van 2020 t/m 2022 vernieuwd en meer open gemaakt. Daarbij zijn een aantal bestaande bomen in het talud verwijderd om zo het zicht naar het water opener te maken. Dit is gerealiseerd ondanks protesten van woonbootbewoners.

## Afbeeldingen

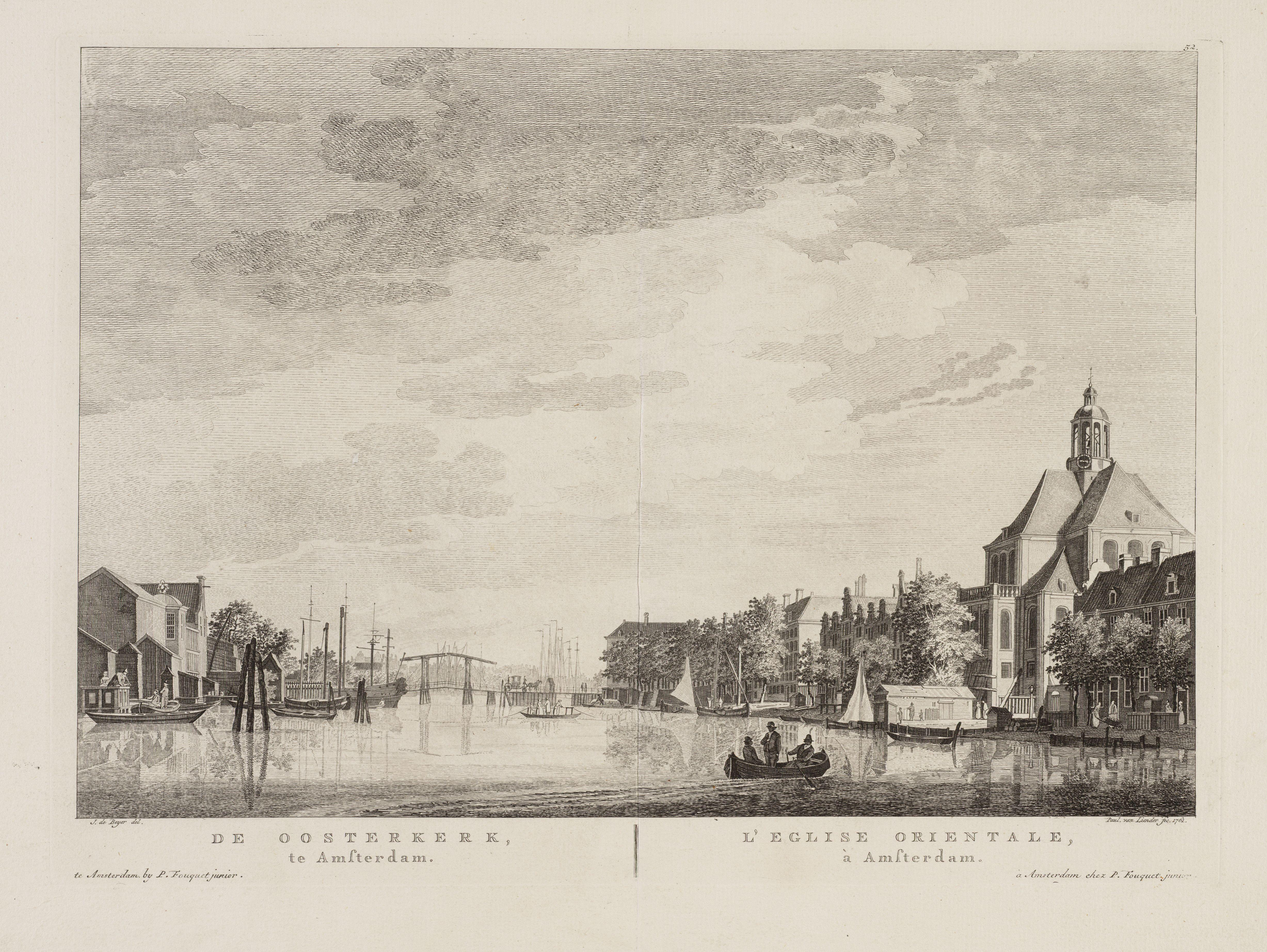
De Nieuwe Vaart in westelijke richting gezien met rechts de Oosterkerk en in de verte de Kattenburgerbrug - prent van Pierre Fouquet e.a., 1759
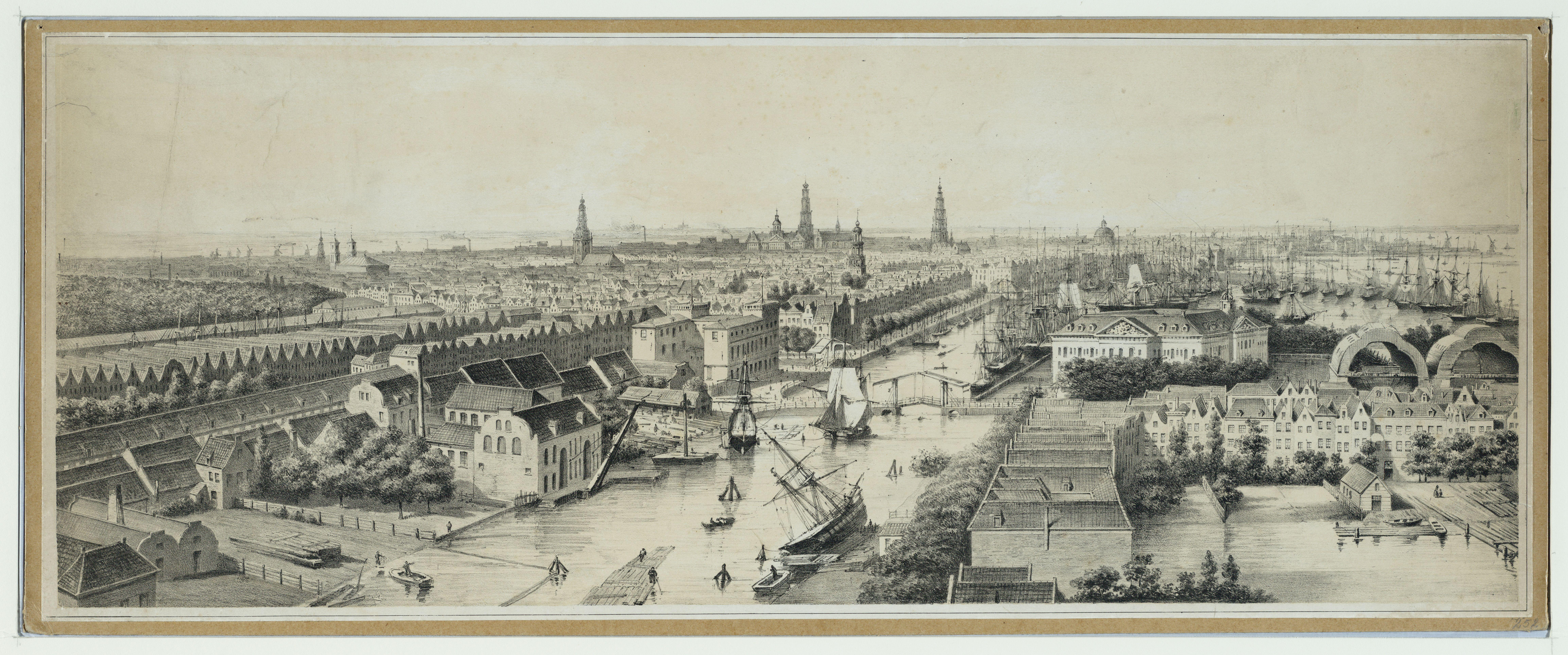
De Nieuwe Vaart, vanaf torentje Oosterkerk, gezien in de richting van het centrum - prent van R. de Buffa & Zn, 1856
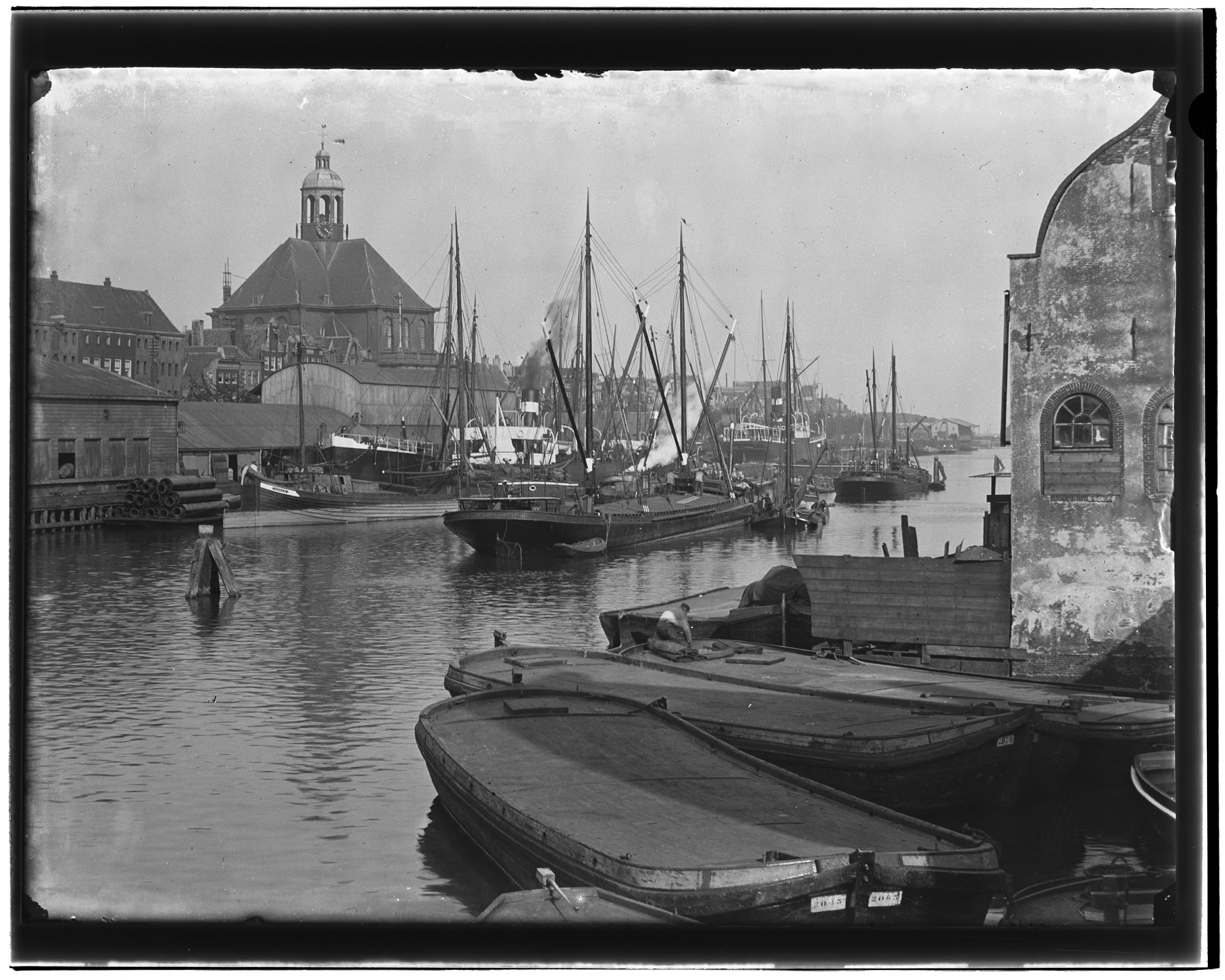
Nieuwe Vaart, gezien vanaf Hoogte Kadijk met deel van pakhuis, rechts - foto van Jacob Olie, 28 mei 1895
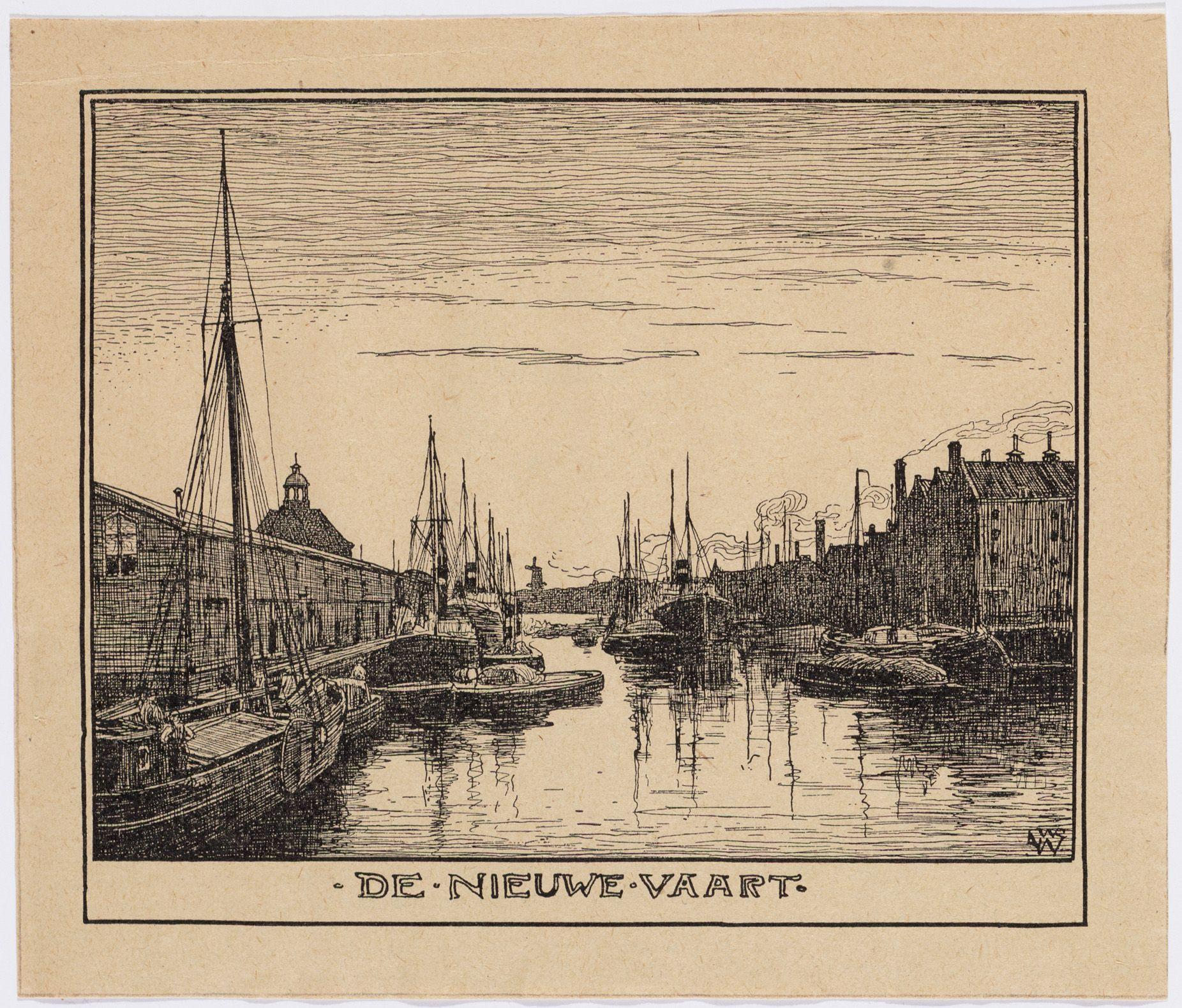
De Nieuwe Vaart, gezien vanaf de Kattenburgerbrug naar molen de Gooyer (links de Oosterkerk) - prent van L.W.R. Wenckebach, 1898
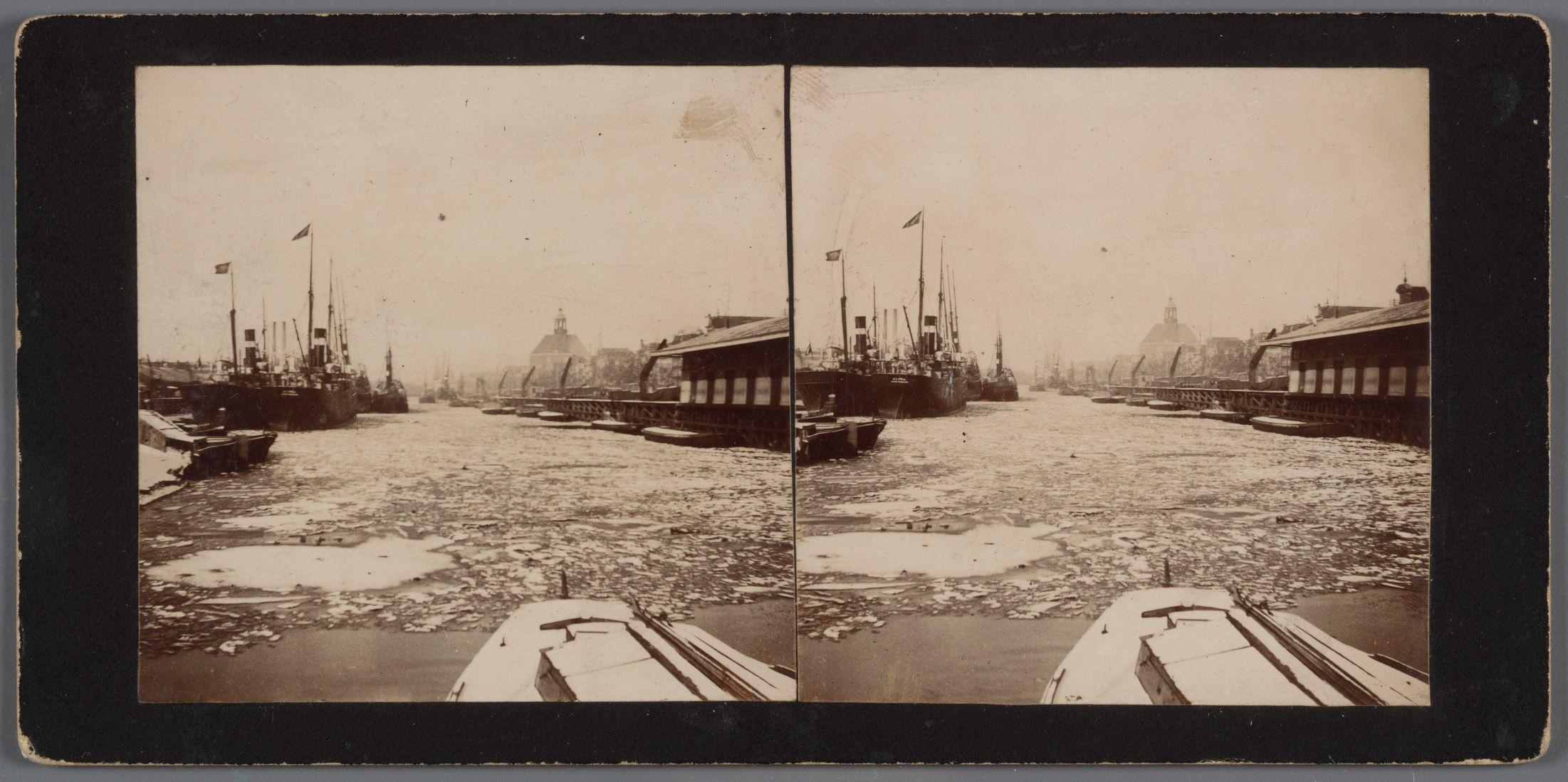
Nieuwe Vaart met ijs (kijkrichting naar Oosterdok / C.S.) - stereofoto van Maarten Benschop, c 1898-1910